# I'll Kiss All Fears Out of Your Face
 (novembre 2018).
Albums de The Deadnotes (en)
A Long Way Split
I'll Kiss All Fears Out of Your Face est le premier album du groupe de pop punk allemand The Deadnotes (en). Cet album est sorti le 7 octobre 2016 sur les plateformes digitales et en disque vinyle sur Krod Records, LaserLife Records, Smithsfoodgroup Diy, Sugarferry Records et en CD. L'album a été enregistré à Proudly Ugly Studio à Fribourg en Allemagne par Tiago Fernandes,,.

## Titres

### Face A
1. Favourite Shirts - 4:19
2. The 21st Century Blues - 3:50
3. All Tied Up - 4:14
4. Stay in Touch, Stay Forever - 4:34
5. Sad & Done - 4:07
6. Alive - 3:03

### Face B
1. Boys & Girls - 4:41
2. Cardboard - 3:52
3. Vienna - 3:12
4. I'm a Dreamer (Homesick) - 3:03
5. Dead - 4:04

## Musiciens
- Darius Lohmüller : guitariste et chanteur
- Jakob Walheim : bassiste et chanteur
- Yannic Arens : batteur